# Elmore James
Elmore James (Condado de Holmes, Misisipi; 27 de enero de 1918-Chicago, Illinois; 24 de mayo de 1963) fue un guitarrista de blues estadounidense, considerado el padre de la bottleneck guitar o slide guitar.

## Biografía
Comenzó su carrera musical en Misisipi junto al armonicista Rice Miller (más conocido como Sonny Boy Williamson II), con el que permaneció varios años hasta que consiguió su primer contrato de grabación en 1951. Fue entonces cuando se trasladó a Chicago, donde inició su carrera solista acompañado del grupo "The Broomdusters". 
Su estilo sin trabas y apasionado se distinguía por el sonido característico del slide blues, que puede apreciarse en canciones como "Dust My Broom", "I Believe" o "It Hurts Me Too". El sonido de James ha influenciado a músicos de blues y rock como Jeremy Spencer de Fleetwood Mac, Brian Jones de The Rolling Stones, Alan Wilson de Canned Heat, Stevie Ray Vaughan, Michael Bloomfield, Duane Allman o John Mayall. Es nombrado por los Beatles en la canción «For You Blue» del disco Let It Be, así como por el grupo granadino 091 en la canción "Qué fue del Siglo XX".
Autor de una considerable cantidad de clásicos del blues, muchas de esa piezas fueron posteriormente versionadas por músicos destacados del rock y el blues. “Dust My Broom” fue grabado por Fleetwood Mac, “Bleeding Heart” por Jimi Hendrix, “Rollin' 'n' Tumblin'” por Canned Heat y Eric Clapton, entre otros.
James murió de un ataque cardíaco el 24 de mayo de 1963 en Chicago, a la edad de 45 años.

## Discografía
- 1961 Blues After Hours (Crown 5168)
- 1965 The Best Of (Sue 918 [UK])
- 1965 The Sky is Crying (Sphere Sound 7002)
- 1965 Memorial Album (Sue 927 [UK])
- 1966 The Blues In My Heart, The Rhythm In My Soul (relanzamiento de Blues After Hours) (United 716) y (Custom 2054)
- 1967 Original Folk Blues (Kent 5022)
- 1967 I Need You (Sphere Sound 7008)
- 1968 The Late Fantastically Great (anterior relanzamiento de Blues After Hours)(Ember 3397 [UK])
- 1968 Tough (Chess recordings + canciones por John Brim) (Blue Horizon 7-63204 [UK])
- 1968 Something Inside of Me (Bell 104 [UK])
- 1969 The Legend Of Elmore James (Kent 9001)
- 1969 Elmore James (Bell 6037)
- 1969 Whose Muddy Shoes (+ canciones por John Brim) (Chess 1537)
- 1969 The Resurrection Of Elmore James (Kent 9010)
- 1969 To Know A Man álbum doble (Blue Horizon 7-66230 [UK]

- Datos: Q356598